# Paracobanocythere hawaiiensis
Paracobanocythere hawaiiensis is een mosselkreeftjessoort uit de familie van de Cobanocytheridae. De wetenschappelijke naam van de soort is voor het eerst geldig gepubliceerd in 1983 door Gottwald.